# Ханлык (Крым)
Ханлы́к (укр. Ханлик, крымскотат. Hanlıq, Ханлыкъ) — исчезнувшее село в Белогорском районе Республики Крым, на территории Зеленогорского сельсовета. Располагалось на юго-западе района, в горах Внутренней гряды Крымских гор, в одной из балок, впадающих справа в верховья реки Сарысу, примерно в 0,2 км юго-западнее современного села Балки.

## История
Первое документальное упоминание села встречается в Камеральном Описании Крыма… 1784 года, судя по которому, в последний период Крымского ханства Ханлык входил в Аргынский кадылык Карасъбазарскаго каймаканства. После присоединения Крыма к России (8) 19 апреля 1783 года, (8) 19 февраля 1784 года, именным указом Екатерины II сенату, на территории бывшего Крымского Ханства была образована Таврическая область и деревня была приписана к Симферопольскому уезду. После Павловских реформ, с 1796 по 1802 год, входила в Акмечетский уезд Новороссийской губернии. По новому административному делению, после создания 8 (20) октября 1802 года Таврической губернии, Ханлык был включён в состав Аргинской волости Симферопольского уезда.
По Ведомости о всех селениях в Симферопольском уезде состоящих с показанием в которой волости сколько числом дворов и душ… от 9 октября 1805 года в деревне Канлык числилось 11 дворов 65 жителей, исключительно крымских татар. На карте 1817 года деревня не значится. После реформы волостного деления 1829 года Ханлык, согласно «Ведомости о казённых волостях Таврической губернии 1829 года», остался в составе преобразованной Аргинской волости. На карте 1836 года в деревне 18 дворов. Затем, видимо, вследствие эмиграции крымских татар в Турцию, деревня опустела и на карте 1842 года Ханлык обозначен условным знаком «малая деревня», то есть менее 5 дворов.
В 1860-х годах, после земской реформы Александра II, деревню приписали к Зуйской волости. В «Списке населённых мест Таврической губернии по сведениям 1864 года», составленном по результатам VIII ревизии 1864 года, Канлы — владельческая татарская деревня с 3 дворами, 15 жителями и мечетью при фонтане. По обследованиям профессора А. Н. Козловского начала 1860-х годов, в селении «имеются в изобилии родники и горные ручейки», также были колодцы с пресной водой глубиной не более 3—5 саженей (6—10 м). На трёхверстовой карте Шуберта 1865—1876 года в деревне Ханлык обозначено 8 дворов. В «Памятной книге Таврической губернии 1889 года», по результатам Х ревизии 1887 года, записан Канлык с 42 дворами и 222 жителями — непонятные цифры, поскольку, согласно «…Памятной книжке Таврической губернии на 1892 год», в деревне Ханлык, входившей в Аргинское сельское общество, числилось всего 89 жителей в 9 домохозяйствах, все безземельные (после земской реформы 1890-х годов деревня осталась в составе преобразованной Зуйской волости). По «…Памятной книжке Таврической губернии на 1902 год» в деревне Канлык, входившей в Аргинское сельское общество, числилось 87 жителей в 9 домохозяйствах. В 1912 году вакуфный капитал упраздненных мечетей деревни Ханлык был направлен на строительство новых зданий мечети и мектебе в других поселениях. По Статистическому справочнику Таврической губернии. Ч.II-я. Статистический очерк, выпуск шестой Симферопольский уезд, 1915 год, в деревне Канлык Зуйской волости Симферопольского уезда числилось 16 дворов со смешанным населением в количестве 84 человек приписных жителей, из которых 48 мужчин и 36 женщин. Жители владели 546 десятинами удобной земли. В хозяйствах имелось 27 лошадей, 62 волы, 24 коровы и 45 голов мелкого скота
После установления в Крыму Советской власти, по постановлению Крымревкома от 8 января 1921 года была упразднена волостная система и село вошло в состав вновь созданного Карасубазарского района Симферопольского уезда, а в 1922 году уезды получили название округов. 11 октября 1923 года, согласно постановлению ВЦИК, в административное деление Крымской АССР были внесены изменения, в результате которых округа ликвидировались, Карасубазарский район стал самостоятельной административной единицей и село включили в его состав. Согласно Списку населённых пунктов Крымской АССР по Всесоюзной переписи 17 декабря 1926 года, в селе Ханлык, Аргинского сельсовета Карасубазарского района, числилось 25 дворов, все крестьянские, население составляло 119 человек, из них 111 татар, 4 русских и 4 немцев. По данным всесоюзной переписи населения 1939 года в селе проживало 67 человек. В последний раз встречается на двухкилометровке РККА 1942 года.

### Динамика численности населения
| - 1805 год — 65 чел. - 1864 год — 15 чел. - 1889 год — 222 чел. - 1892 год — 89 чел. | - 1902 год — 87 чел. - 1915 год — 84 чел. - 1926 год — 119 чел. - 1939 год — 67 чел. |